# Grand Prix Formule 1 van Europa 1984
De Grand Prix Formule 1 van Europa 1984 werd verreden op 7 oktober op de Nürburgring. Het was de vijftiende race van het seizoen.

## Uitslag
| Positie | Nummer | Rijder             | Team              | Ronden | Tijd/Opgave     | Startplaats | Punten |
| ------- | ------ | ------------------ | ----------------- | ------ | --------------- | ----------- | ------ |
| 1       | 7      | Alain Prost        | McLaren-TAG       | 67     | 1:35:13.284     | 2           | 9      |
| 2       | 27     | Michele Alboreto   | Ferrari           | 67     | + 23.911        | 5           | 6S     |
| 3       | 1      | Nelson Piquet      | Brabham-BMW       | 67     | + 24.922        | 1           | 4S     |
| 4       | 8      | Niki Lauda         | McLaren-TAG       | 67     | + 43.086        | 15          | 3      |
| 5       | 28     | René Arnoux        | Ferrari           | 67     | + 1:01.430      | 6           | 2      |
| 6       | 22     | Riccardo Patrese   | Alfa Romeo        | 66     | + 1 Ronde       | 9           | 1      |
| 7       | 26     | Andrea de Cesaris  | Ligier-Renault    | 65     | + 2 Rondes      | 17          |        |
| 8       | 21     | Mauro Baldi        | Spirit-Hart       | 65     | + 2 Rondes      | 24          |        |
| 9       | 18     | Thierry Boutsen    | Arrows-BMW        | 64     | Ontsteking      | 11          |        |
| 10      | 25     | Francois Hesnault  | Ligier-Renault    | 64     | + 3 Rondes      | 19          |        |
| 11      | 16     | Derek Warwick      | Renault           | 61     | Oververhitting  | 7           |        |
| NF      | 30     | Jo Gartner         | Osella-Alfa Romeo | 60     | Benzinesysteem  | 22          |        |
| NF      | 2      | Teo Fabi           | Brabham-BMW       | 57     | Versnellingsbak | 10          |        |
| NF      | 12     | Nigel Mansell      | Lotus-Renault     | 51     | Motor           | 8           |        |
| NF      | 15     | Patrick Tambay     | Renault           | 47     | Benzinesysteem  | 3           |        |
| NF      | 23     | Eddie Cheever      | Alfa Romeo        | 37     | Benzinesysteem  | 13          |        |
| NF      | 9      | Philippe Alliot    | RAM-Hart          | 37     | Turbo           | 25          |        |
| NF      | 10     | Jonathan Palmer    | RAM-Hart          | 35     | Turbo           | 21          |        |
| NF      | 5      | Jacques Laffite    | Williams-Honda    | 27     | Motor           | 14          |        |
| NF      | 11     | Elio de Angelis    | Lotus-Renault     | 25     | Turbo           | 23          |        |
| NF      | 20     | Stefan Johansson   | Toleman-Hart      | 17     | Oververhitting  | 26          |        |
| NF      | 6      | Keke Rosberg       | Williams-Honda    | 0      | Ongeluk         | 4           |        |
| NF      | 19     | Ayrton Senna       | Toleman-Hart      | 0      | Ongeluk         | 12          |        |
| NF      | 17     | Marc Surer         | Arrows-BMW        | 0      | Ongeluk         | 16          |        |
| NF      | 31     | Gerhard Berger     | ATS-BMW           | 0      | Ongeluk         | 18          |        |
| NF      | 24     | Piercarlo Ghinzani | Osella-Alfa Romeo | 0      | Ongeluk         | 20          |        |

## Statistieken
| Pole-position | Nelson Piquet    | Brabham-BMW | 1:18.871 |
| Snelste ronde | Nelson Piquet    | Brabham-BMW | 1:23.146 |
| Snelste ronde | Michele Alboreto | Ferrari     | 1:23.146 |

## Noot
- Dit was de vijfentwintigste podiumplaats voor Alain Prost.

Als eretitel: 1923 (Italië) · 1924 (Frankrijk) · 1925 (België) · 1926 (San Sebastián) · 1927 (Italië) · 1928 (Italië) · 1930 (België) · 1947 (België) · 1948 (Zwitserland) · 1949 (Italië) · 1950 (Groot-Brittannië) · 1951 (Frankrijk) · 1952 (België) · 1954 (Duitsland) · 1955 (Monaco) · 1956 (Italië) · 1957 (Groot-Brittannië) · 1958 (België) · 1959 (Frankrijk) · 1960 (Italië) · 1961 (Duitsland) · 1962 (Nederland) · 1963 (Monaco) · 1964 (Groot-Brittannië) · 1965 (België) · 1966 (Frankrijk) · 1967 (Italië) · 1968 (Duitsland) · 1972 (Groot-Brittannië) · 1973 (België) · 1974 (Duitsland) · 1975 (Oostenrijk) · 1976 (Nederland) · 1977 (Groot-Brittannië)
Als alleenstaande race: 1983 · 1984 · 1985 · 1993 · 1994 · 1995 · 1996 · 1997 · 1999 · 2000 · 2001 · 2002 · 2003 · 2004 · 2005 · 2006 · 2007 · 2008 · 2009 · 2010 · 2011 · 2012 · 2016